# Quimby (Iowa)
Quimby ist eine Kleinstadt (mit dem Status „City“) im Cherokee County im US-amerikanischen Bundesstaat Iowa. Das U.S. Census Bureau hat bei der Volkszählung 2020 eine Einwohnerzahl von 249 ermittelt.

## Geografie
Quimby liegt im Nordwesten Iowas am Little Sioux River, einem linken Nebenfluss des Missouri.
Die geografischen Koordinaten von Quimby sind 42°37′49″ nördlicher Breite und 95°38′31″ westlicher Länge. Die Stadt erstreckt sich über eine Fläche von 1,06 km² und ist die größte Ortschaft innerhalb der Willow Township.
Nachbarorte von Quimby sind Meriden (19,3 km nördlich), Cherokee (16,9 km nordnordöstlich), Aurelia (25,7 km nordöstlich), Holstein (23,7 km südöstlich), Cushing (20,9 km südlich), Washta (9,1 km südwestlich) und Correctionville (22,5 km in der gleichen Richtung).
Die nächstgelegenen größeren Städte sind die Twin Cities in Minnesota (Minneapolis und Saint Paul) (409 km nordöstlich), Rochester in Minnesota (395 km ostnordöstlich), Cedar Rapids (378 km ostsüdöstlich), Iowas Hauptstadt Des Moines (288 km südöstlich), Kansas City in Missouri (454 km südsüdöstlich), Nebraskas größte Stadt Omaha (190 km südsüdwestlich), Sioux City (74,2 km westsüdwestlich) und South Dakotas größte Stadt Sioux Falls (185 km nordwestlich).

## Verkehr
Der Iowa State Highway 31 führt in Nordost-Südwest-Richtung als Hauptstraße durch Quimby. Alle weiteren Straßen sind untergeordnete Landstraßen, teils unbefestigte Fahrwege sowie innerörtliche Verbindungsstraßen.
Mit dem Cherokee County Regional Airport befindet sich 16,5 km nordöstlich ein kleiner Flugplatz. Die nächsten Verkehrsflughäfen sind der Des Moines International Airport (279 km südöstlich), das  Eppley Airfield in Omaha (183 km südsüdwestlich), der Sioux Gateway Airport in Sioux City (78,5 km südwestlich) und der Sioux Falls Regional Airport (199 km nordwestlich).

## Bevölkerung
Nach der Volkszählung im Jahr 2010 lebten in Quimby 319 Menschen in 135 Haushalten. Die Bevölkerungsdichte betrug 300,9 Einwohner pro Quadratkilometer. In den 135 Haushalten lebten statistisch je 2,36 Personen.
Ethnisch betrachtet bestand die Bevölkerung mit zwei Ausnahmen nur aus Weißen. Unabhängig von der ethnischen Zugehörigkeit waren 1,3 Prozent der Bevölkerung spanischer oder lateinamerikanischer Abstammung.
20,7 Prozent der Bevölkerung waren unter 18 Jahre alt, 59,9 Prozent waren zwischen 18 und 64 und 19,4 Prozent waren 65 Jahre oder älter. 49,8 Prozent der Bevölkerung waren weiblich.
Das mittlere jährliche Einkommen eines Haushalts lag bei 38.542 USD. Das Pro-Kopf-Einkommen betrug 20.679 USD. 9,9 Prozent der Einwohner lebten unterhalb der Armutsgrenze.